# Francesca Marra
Francesca Marra (Lugano, 17 agosto 1963) è una regista italiana.

## Biografia
Ha collaborato lungo gli anni novanta e duemila come aiuto regista soprattutto con Enrico Oldoini, suo marito (nei film Un bugiardo in paradiso e 13dici a tavola e nelle serie TV Dio vede e provvede, A casa di Anna, Il giudice Mastrangelo e Capri).
Nel 2006, ha esordito alla regia di alcuni episodi della serie TV Capri. Nel 2009, ha curato regia e sceneggiatura del film per la TV Un coccodrillo per amico.